# Bernay-en-Ponthieu
Bernay-en-Ponthieu is een gemeente in het Franse departement Somme (regio Hauts-de-France) en telt 202 inwoners (1999). De plaats maakt deel uit van het arrondissement Abbeville.

## Geografie
De oppervlakte van Bernay-en-Ponthieu bedraagt 10,2 km², de bevolkingsdichtheid is 19,8 inwoners per km².
De onderstaande kaart toont de ligging van Bernay-en-Ponthieu met de belangrijkste infrastructuur en aangrenzende gemeenten.

## Demografie
Onderstaande figuur toont het verloop van het inwonertal (bron: INSEE-tellingen).